# Nett

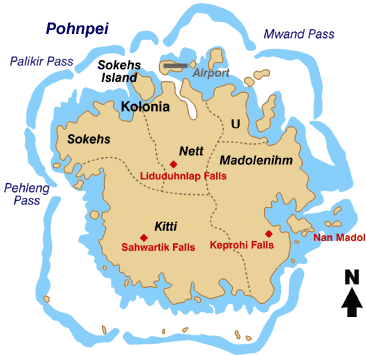
Landkaart van Pohnpei met de verschillende gemeenten. Nett ligt in het noorden.

Nett is een van de gemeenten in de staat Pohnpei in Micronesia. Nett grenst in het oosten aan U, in het zuidoosten aan Madolenihmw, in het zuiden aan Kitti en in het oosten aan Kolonia en Sokehs en het inwonersaantal was in 2000 5.139.
Nett vormde ooit nog één gemeente samen met Kolonia.
Kapingamarangi · Kitti · Kolonia · Madolenihmw · Mokil · Nett · Ngatik · Nukuoro · Oroluk · Pingelap · Sokehs · U · Sapwalap